# Маурісіу Руа
Маурі́сіу Мілані Ху́а (порт. Mauricio Milani Rua; *26 вересня 1981, Куритиба, Бразилія) — бразильський спортсмен, спеціаліст зі змішаних бойових мистецтв. Чемпіон світу зі змішаних бойових мистецтв у напівважкій ваговій категорії за версією UFC (2010 — 2011 роки). Переможець Гран-прі PRIDE у напівважкій ваговій категорії (2005 рік).
Бійцівський стиль Хуа характеризується активною роботою в стійці і потужним ударним потенціалом. Абсолютну більшість своїх перемог Маурісіо здобув нокаутом. У часи змагань з вале тудо і в чемпіонаті PRIDE відзначився частим застосуванням стрибків і футбольних ударів по збитому з ніг супернику (така техніка була дозволена у згаданих змаганнях).
Маурісіу Хуа також є знавцем бразильського дзюдзюцу (чорний пояс).
Технічні показники:
- Швидкість удару рукою: 11 м/с
- Маса удару рукою (правий хук): 530 кг
- Швидкість удару ногою: 17 м/с
- Маса удару ногою (правий лоу-кік): 1247 кг

Виступи «Сьоґуна» в межах чемпіонату UFC відзначались такими грошовими преміями:
- «Бій вечора» (3 рази)
- «Нокаут вечора» (3 рази)

Перший бій Маурісіу Хуа проти Дена Хендерсона був відзначений премією «Бій року» видання «Wrestling Observe Newsletter».

## Статистика в змішаних бойових мистецтвах
| Результат | Противник               | Спосіб                               | Раунд | Час  | Дата              | Місце                    | Подія                                                        | Примітки                                                                                     |
| --------- | ----------------------- | ------------------------------------ | ----- | ---- | ----------------- | ------------------------ | ------------------------------------------------------------ | -------------------------------------------------------------------------------------------- |
| Поразка   | Ден Хендерсон           | Технічний нокаут (удари кулаками)    | 3     | 1:31 | 23 березня 2014   | Натал, Бразилія          | «UFC Fight Night 39»                                         | Нагороджений премією «Бій вечора».                                                           |
| Перемога  | Джеймс Те Хуна          | Нокаут (удари кулаками)              | 1     | 1:03 | 7 грудня 2013     | Брисбен, Австралія       | «UFC Fight Night 33»                                         | Нагороджений премією «Нокаут вечора».                                                        |
| Поразка   | Чейл Соннен             | Підкорення (задушення руками)        | 1     | 4:47 | 17 серпня 2013    | Бостон, США              | «UFC Fight Night 26»                                         |                                                                                              |
| Поразка   | Александр Густафссон    | Рішення суддів (одностайне)          | 5     | 5:00 | 8 грудня 2012     | Сієтл, США               | «UFC on Fox 5»                                               |                                                                                              |
| Перемога  | Брендон Вера            | Технічний нокаут (удари кулаками)    | 4     | 4:09 | 4 серпня 2012     | Лос-Анджелес, США        | «UFC on Fox 4»                                               |                                                                                              |
| Поразка   | Ден Хендерсон           | Рішення суддів (одностайне)          | 5     | 5:00 | 19 листопада 2011 | Сан-Хосе, США            | «UFC 139»                                                    | Нагороджений премією «Бій вечора».                                                           |
| Перемога  | Форрест Гріффін         | Нокаут (удари кулаками)              | 1     | 1:53 | 27 серпня 2011    | Ріо-де-Жанейро, Бразилія | «UFC 134»                                                    |                                                                                              |
| Поразка   | Джон Джонс              | Технічний нокаут (удар коліном)      | 3     | 2:37 | 19 березня 2011   | Ньюарк, США              | «UFC 128»                                                    | Втратив титул чемпіона в напівважкій ваговій категорії.                                      |
| Перемога  | Ліото Мачіда            | Нокаут (удари кулаками)              | 1     | 3:35 | 8 травня 2010     | Монреаль, Канада         | «UFC 113»                                                    | Виграв титул чемпіона у напівважкій ваговій категорії. Нагороджений премією «Нокаут вечора». |
| Поразка   | Ліото Мачіда            | Рішення суддів (одностайне)          | 5     | 5:00 | 24 жовтня 2009    | Лос-Анджелес, США        | «UFC 104»                                                    | Бій за титул чемпіона у напівважкій ваговій категорії.                                       |
| Перемога  | Чак Ліделл              | Технічний нокаут (удари кулаками)    | 1     | 4:28 | 18 квітня 2009    | Монреаль, Канада         | «UFC 97»                                                     | Нагороджений премією «Нокаут вечора».                                                        |
| Перемога  | Марк Колмен             | Технічний нокаут (удари кулаками)    | 3     | 4:36 | 17 січня 2009     | Дублін, Ірландія         | «UFC 93»                                                     | Нагороджений премією «Бій вечора».                                                           |
| Поразка   | Форрест Гріффін         | Підкорення (задушення руками)        | 3     | 4:45 | 22 вересня 2007   | Анахайм, США             | «UFC 76»                                                     |                                                                                              |
| Перемога  | Алістар Оверім          | Нокаут (удари кулаками)              | 1     | 3:37 | 24 лютого 2007    | Лас-Вегас, США           | «Pride 33»                                                   |                                                                                              |
| Перемога  | Казухіро Накамура       | Рішення суддів (одностайне)          | 3     | 5:00 | 31 грудня 2006    | Сайтама, Японія          | «Pride Shockwave 2006»                                       |                                                                                              |
| Перемога  | Кевін Рендлмен          | Підкорення (больовий прийом на ногу) | 1     | 2:35 | 21 жовтня 2006    | Сайтама, Японія          | «Pride 32»                                                   |                                                                                              |
| Перемога  | Сірілл Діабате          | Технічний нокаут (удари ногами)      | 1     | 5:29 | 10 вересня 2006   | Сайтама, Японія          | «Pride Final Conflict Absolute»                              |                                                                                              |
| Поразка   | Марк Колмен             | Технічний нокаут (зламана рука)      | 1     | 0:49 | 26 лютого 2006    | Сайтама, Японія          | «Pride 31»                                                   |                                                                                              |
| Перемога  | Рікарду Арона           | Нокаут (удари кулаками)              | 1     | 2:54 | 28 серпня 2005    | Сайтама, Японія          | «Pride Final Conflict 2005» Гран-прі PRIDE (фінал)           | Виграв Гран-прі.                                                                             |
| Перемога  | Алістар Оверім          | Технічний нокаут (удари кулаками)    | 1     | 6:42 | 28 серпня 2005    | Сайтама, Японія          | «Pride Final Conflict 2005» Гран-прі PRIDE (півфінал)        |                                                                                              |
| Перемога  | Антоніу Рожеріу Ноґейра | Рішення суддів (одностайне)          | 3     | 5:00 | 26 червня 2005    | Сайтама, Японія          | «Pride Critical Countdown 2005» Гран-прі PRIDE (чвертьфінал) |                                                                                              |
| Перемога  | Куінтон Джексон         | Технічний нокаут (удари ногами)      | 1     | 4:47 | 23 квітня 2005    | Осака, Японія            | «Pride Total Elimination 2005» Гран-прі PRIDE (відкриття)    |                                                                                              |
| Перемога  | Хіроміцу Канехара       | Технічний нокаут (удари ногами)      | 1     | 1:40 | 20 лютого 2005    | Сайтама, Японія          | «Pride 29»                                                   |                                                                                              |
| Перемога  | Ясухіто Намекава        | Технічний нокаут (удари ногами)      | 1     | 6:02 | 14 жовтня 2004    | Осака, Японія            | «Pride Bushido 5»                                            |                                                                                              |
| Перемога  | Акіхіро Ґоно            | Технічний нокаут (удари ногами)      | 1     | 9:04 | 15 лютого 2004    | Йокогама, Японія         | «Pride Bushido 2»                                            |                                                                                              |
| Перемога  | Акіра Сьодзі            | Технічний нокаут (удари ногами)      | 1     | 3:47 | 5 жовтня 2003     | Сайтама, Японія          | «Pride Bushido 1»                                            |                                                                                              |
| Поразка   | Ренату Собрал           | Підкорення (задушення руками)        | 3     | 3:07 | 6 вересня 2003    | Денвер, США              | «IFC: Global Domination» Гран-прі IFC (півфінал)             |                                                                                              |
| Перемога  | Ерік Вандерлей          | Технічний нокаут (удари кулаками)    | 2     | 2:54 | 6 вересня 2003    | Денвер, США              | «IFC: Global Domination» Гран-прі IFC (чвертьфінал)          |                                                                                              |
| Перемога  | Еванґеліста Сантус      | Технічний нокаут (удари кулаками)    | 1     | 2:31 | 1 серпня 2003     | Ріо-де-Жанейро, Бразилія | «Meca World Vale Tudo 9»                                     |                                                                                              |
| Перемога  | Анґелу Антоніу          | Технічний нокаут (удари ногами)      | 1     | 0:55 | 16 травня 2003    | Куритиба, Бразилія       | «Meca World Vale Tudo 8»                                     |                                                                                              |
| Перемога  | Рафаел Капоейра         | Нокаут (удар ногою)                  | 1     | 4:00 | 8 листопада 2002  | Куритиба, Бразилія       | «Meca World Vale Tudo 7»                                     |                                                                                              |